# Teo Fabi
Teodorico „Teo” Fabi (ur. 9 marca 1955 w Mediolanie) – były włoski kierowca wyścigowy startujący m.in. w Formule 1.

## Kariera
Zadebiutował w wyścigu o Grand Prix RPA w 1982 roku. Jeździł w stajniach zespołów: Benetton (1986–1987); Toleman (1982, 1985); Brabham (1984). Podczas swojej kariery przejechał 67. wyścigów spośród 74. zgłoszeń. Dwa razy stanął na podium, obydwa na najniższym stopniu. Trzy razy startował z pole position. Dwa razy wykręcił podczas wyścigu najszybszy czas jednego okrążenia. W sumie podczas 5. sezonów zdobył 23. punkty, a najwięcej w sezonie 1987 – 12. punktów i 9. miejsce w klasyfikacji Mistrzostw Świata wśród kierowców.
W 1983 roku zadebiutował w amerykańskiej serii CART z miejsca stając się jej czołowym zawodnikiem. W pierwszym sezonie startów zdobył 6 pole postions (w tym Indianapolis 500), 4 zwycięstwa oraz tytuł wicemistrzowski. W 1984 startował jednocześnie w serii CART i w Formule 1, z tym że w przypadku kolizji terminów, jego miejsce za kierownicą Brabhama w F1 zajmował jego brat Corrado Fabi.

## Starty w karierze
| Sezon | Seria                        | Zespół                | Starty | PP | Zwyc. | Punkty | Pozycja |
| ----- | ---------------------------- | --------------------- | ------ | -- | ----- | ------ | ------- |
| 1982  | Formuła 1                    | Toleman               | 7      | 0  | 0     | 0      | –       |
| 1983  | CART                         | Forsythe Racing       | 13     | 6  | 4     | 146    | 2.      |
| 1984  | CART                         | Forsythe Racing       | 7      | 0  | 0     | 15     | 25.     |
| 1984  | Formuła 1                    | Brabham               | 12     | 0  | 0     | 9      | 12.     |
| 1985  | Formuła 1                    | Toleman               | 13     | 1  | 0     | 0      | –       |
| 1986  | Formuła 1                    | Benetton Formula      | 16     | 2  | 0     | 2      | 15.     |
| 1987  | Formuła 1                    | Benetton Formula      | 16     | 0  | 0     | 12     | 9.      |
| 1988  | CART                         |                       | 15     | 0  | 0     | 44     | 10.     |
| 1989  | CART                         |                       | 15     | 2  | 1     | 141    | 4.      |
| 1990  | CART                         | Porsche North America | 16     | 1  | 0     | 33     | 14.     |
| 1991  | World Sportscar Championship | Jaguar                | 7      | 3  | 1     | 86     | 1.      |
| 1992  | World Sportscar Championship | Toyota Team Tom's     | 1      | 0  | 0     | 8      | 27.     |
| 1992  | CART                         | Newman/Haas Racing    | 1      | 0  | 0     | 8      | 21.     |
| 1993  | CART                         | Jim Hall/VDS Racing   | 16     | 0  | 0     | 64     | 11.     |
| 1994  | CART                         | Jim Hall/VDS Racing   | 16     | 0  | 0     | 79     | 9.      |
| 1995  | CART                         | Forsythe Racing       | 17     | 1  | 0     | 83     | 9.      |
| 1996  | CART                         | PacWest Racing        | 2      | 0  | 0     | 0      | 36.     |

## Starty w Indianapolis 500
| Rok  | Nadwozie | Silnik        | Start | Wynik | Uwagi                      |
| ---- | -------- | ------------- | ----- | ----- | -------------------------- |
| 1983 | March    | Cosworth      | 1     | 26    | Uszczelka/wyciek paliwa    |
| 1984 | March    | Cosworth      | 14    | 24    | Układ paliwowy             |
| 1988 | March    | Porsche       | 17    | 28    | Wypadek w boksie           |
| 1989 | March    | Porsche       | 13    | 30    | Awaria zapłonu             |
| 1990 | March    | Porsche       | 23    | 18    | Układ przeniesienia napędu |
| 1993 | Lola     | Chevrolet     | 17    | 9     |                            |
| 1994 | Reynard  | Ilmor         | 24    | 7     |                            |
| 1995 | Reynard  | Cosworth-Ford | 15    | 8     |                            |